# 台東区立竜泉中学校
台東区立竜泉中学校（たいとうくりつ りゅうせんちゅうがっこう）は、かつて東京都台東区竜泉に所在した区立中学校。

## 概要
2002年（平成14年）4月1日に台東区立下谷中学校と統合し、台東区立柏葉中学校が開校し、竜泉中学校は閉校した。
現在学校のあった場所に特別養護老人ホームやこどもクラブ等を有する施設の建設が予定されている。

## 沿革
- 1947年（昭和22年） - 新制中学校の発足に伴い台東区立大正中学校となる[4]。
- 1953年（昭和28年） - 台東区立竜泉中学校に改称[4]。
- 1980年（昭和55年）3月 - 現校舎建築[5]。
- 2002年（平成14年）3月31日 - 台東区立下谷中学校と統合し閉校。

閉校後
- 2008年（平成20年）4月 - 竜泉こどもクラブ開設[5]。

## 閉校後
日本テレビ系列の土曜ドラマなどの撮影場所としても多く利用されていた（「野ブタ。をプロデュース」、「ギャルサー」など。）が、現在は撮影等では使用できない。
平成21年4月から平成22年3月まで、柏葉中学校が校舎の耐震、改修工事を行っている間、旧竜泉中学校を仮校舎として使用していた。
また、忍岡中学校も平成27年4月1日より1年間、現校舎の大規模改修に伴い、仮校舎として使用していた。
最近では、竜泉こどもクラブと坂本保育園（平成31年4月～令和2年3月、大規模改修の為）が使用していたりなど、保育園や中学校の大規模改修の際の仮校舎として使用されていた。
令和3年度に校舎の解体工事が行われる予定である。

## 所在地
東京都台東区竜泉2丁目10番6号

## 交通
- 東京メトロ日比谷線三ノ輪駅下車徒歩6分。
- 「北めぐりん」16番停留所「竜泉一丁目」下車徒歩1分。
- 「ぐるーりめぐりん」5番停留所「一葉記念館」下車徒歩2分[15]。